# Brisbane Roar FC
Redigerer Brisbane Roar FC (Tidligere Queensland Roar Football Club) er en professionel fodboldklub der spiller i den Australske A-League, på Suncorp Stadium. De skiftede officielt navn til Brisbane Roar FC den 5. maj 2009 på grund af indførelsen af to nye Queensland baserede klubber, Gold Coast United og North Queensland Fury. De vandt deres første mesterskab i sæsonen 2010-2011 , hvor de gik ubesejret igennem 36 kampe, herunder Grand Final. Med denne præstation gik de automatisk ind i 2012 AFC Champions League.
27°27′53″S 153°00′32″Ø / 27.4647°S 153.009°Ø